# Topónimos celtas na Galiza

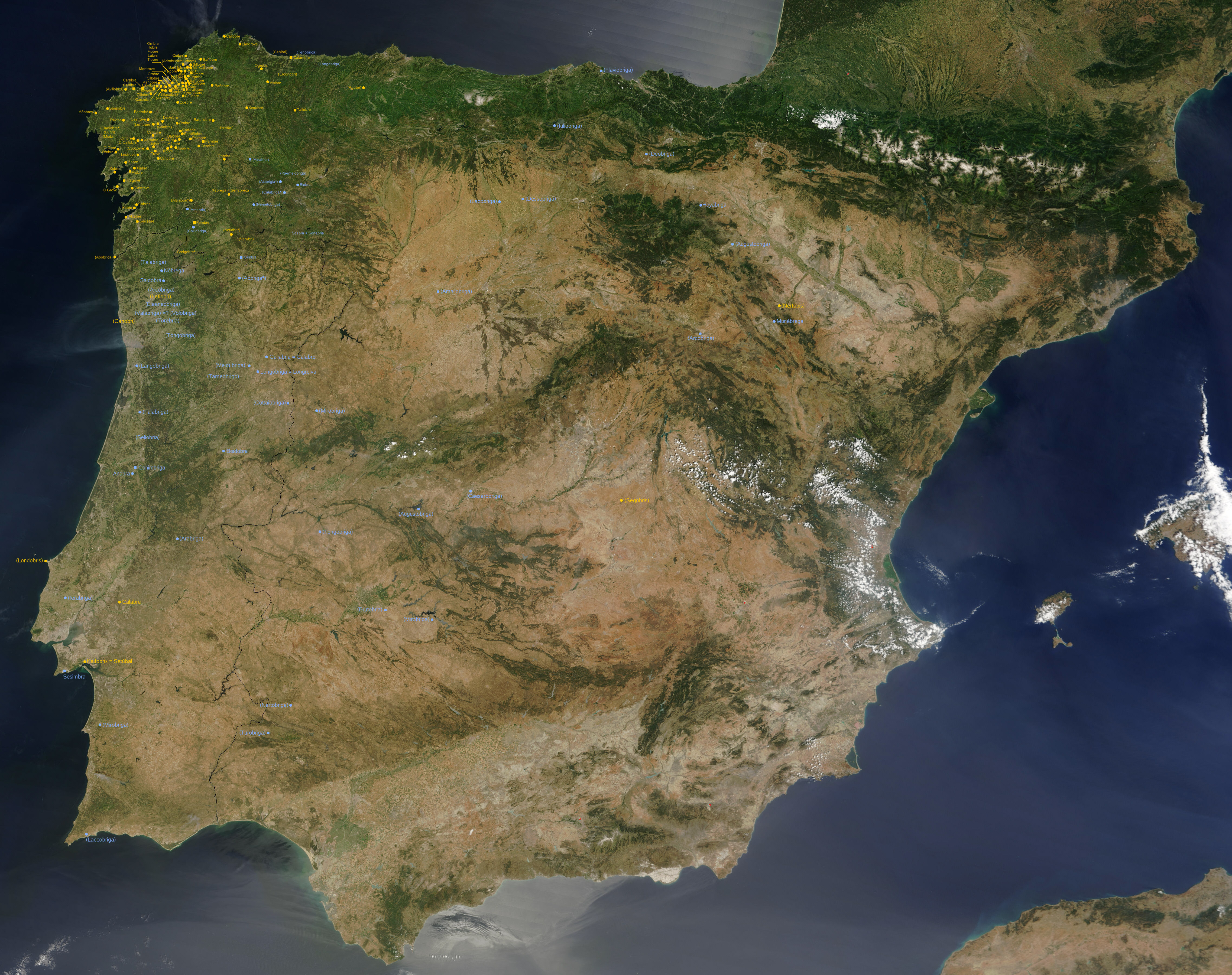
Locais antigos (entre parênteses) e atuais na Península Ibérica com os nomes que contêm os elementos celtas -brigā ou -bris < -brixs “outeiro, castro

A toponímia celta da Galiza é a totalidade dos topónimos de locais antigos e atuais, rios (hidrónimos) ou montanhas nomeados na língua celta e que têm etimologia celta, e que situam-se ou situavam-se dentro dos limites da Galiza atual.

## Antigos topónimos celtas

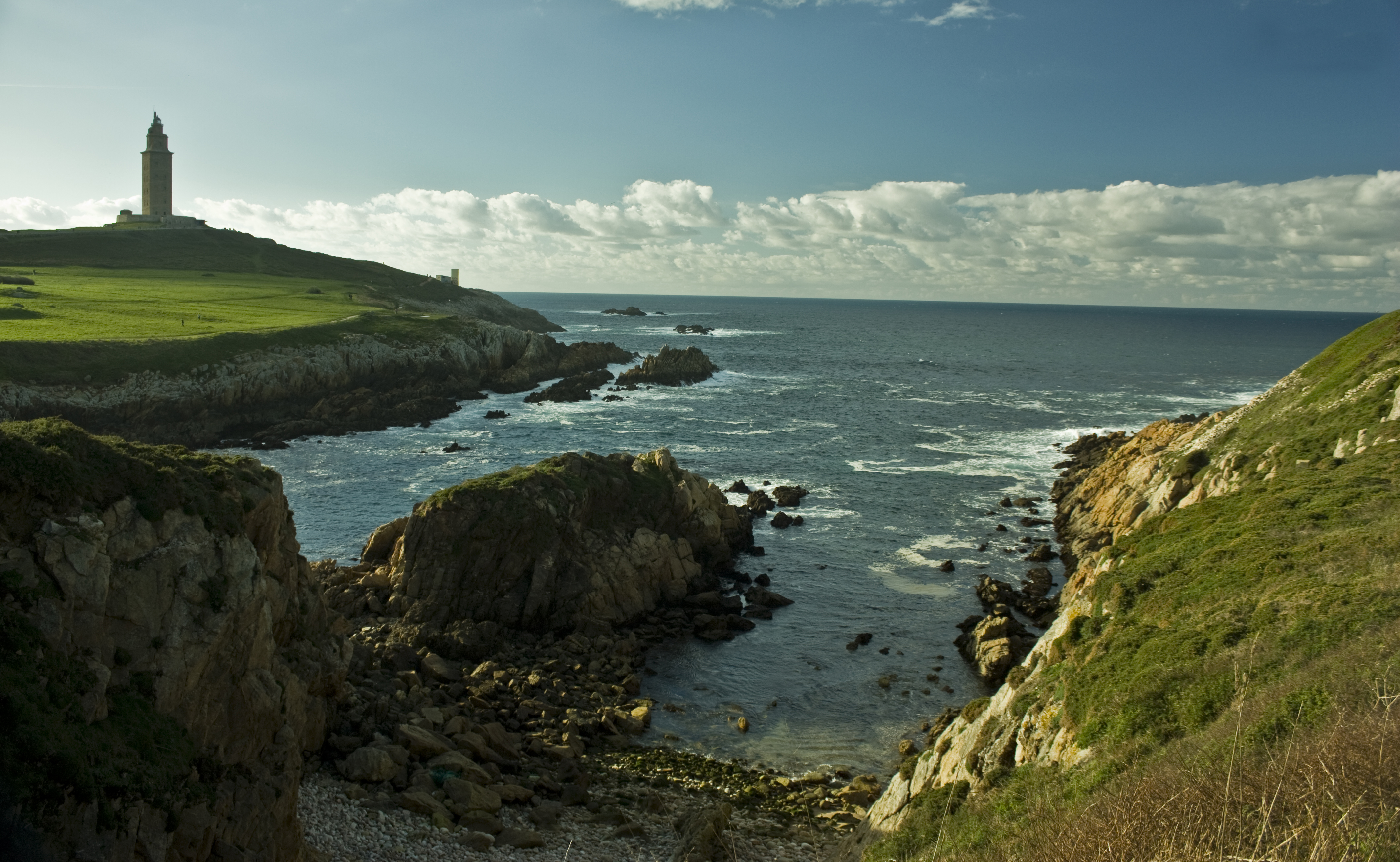
O farol romano conhecido como Torre de Hércules, designado antigamente como “Faro Bregancio”, na Corunha.

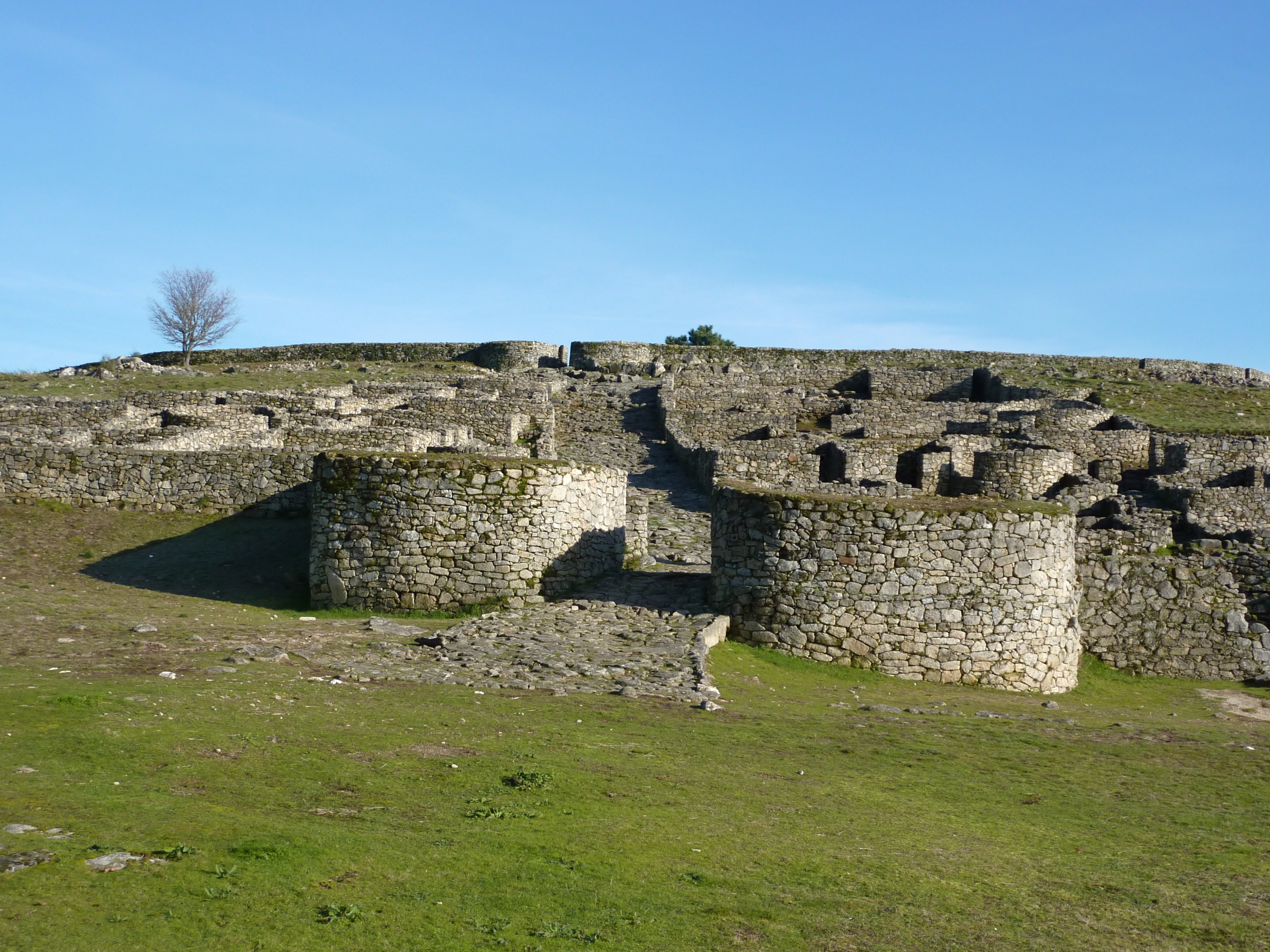
As portas do castro de San Cibrao de Las, anteriormente conhecido como Laniobriga ou Lansbriga.

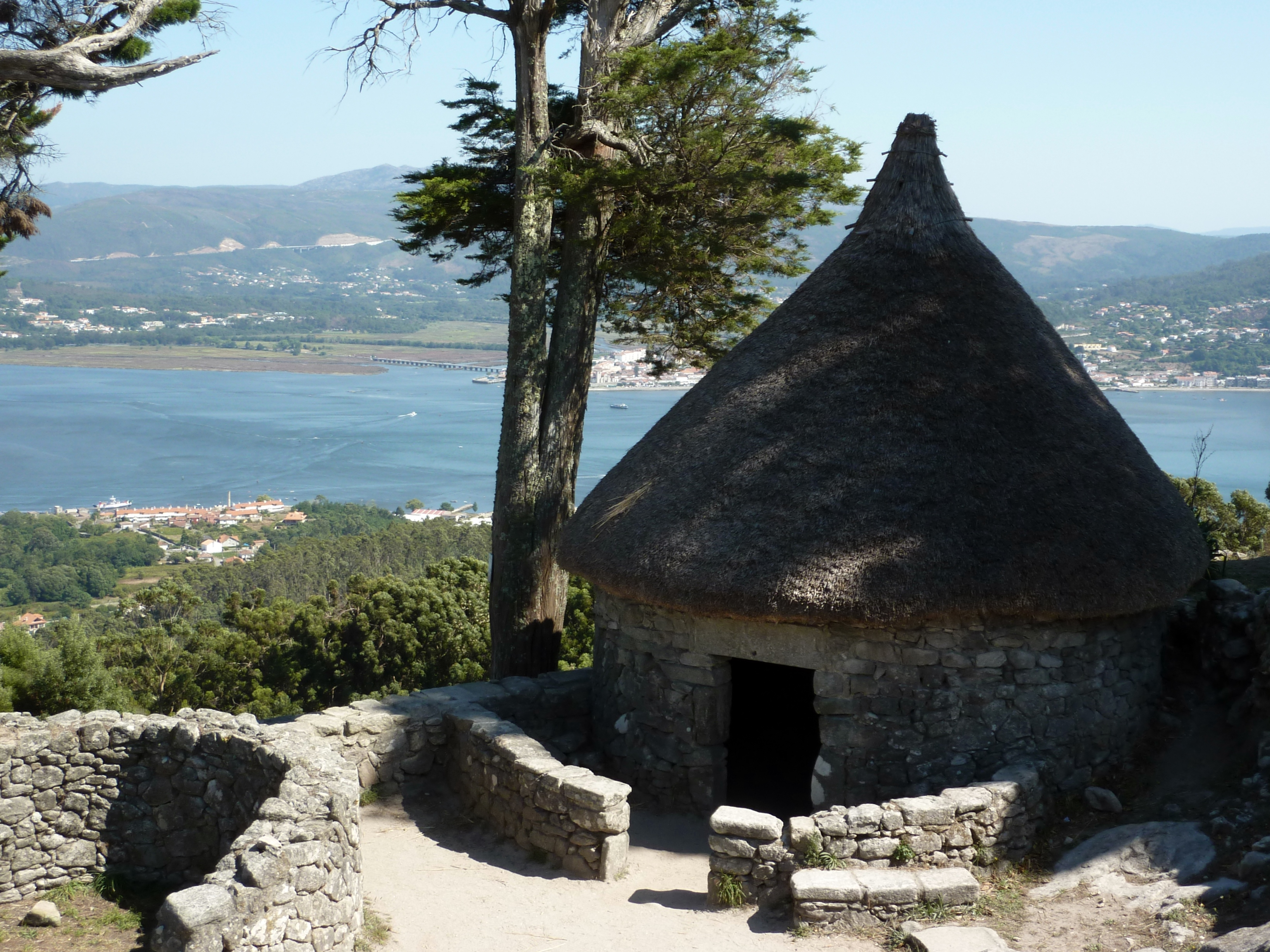
O rio Minho visto desde o ópido de Santa Trega, Guarda.

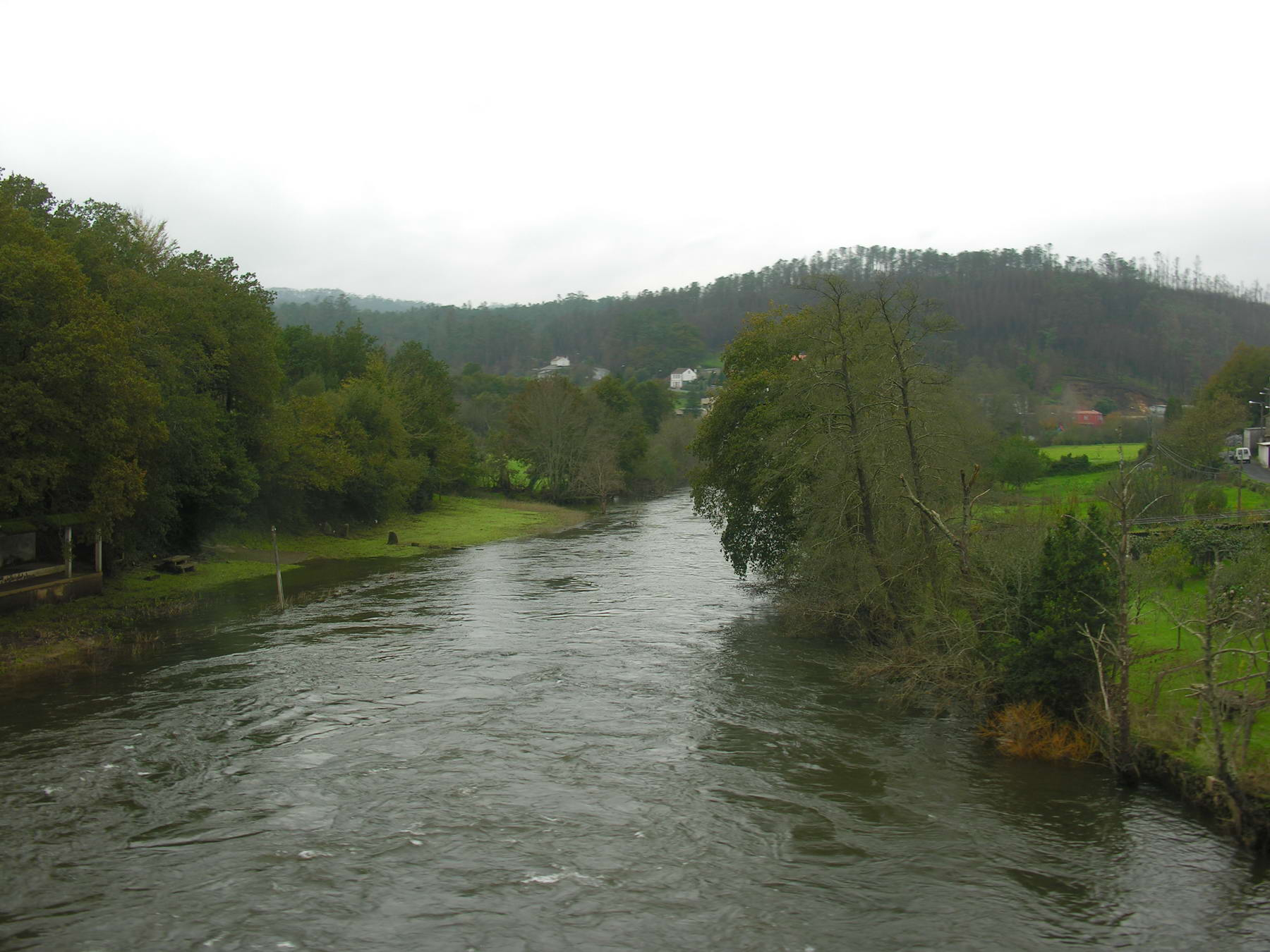
O rio Tambre, anteriormente designado por Tamaris.

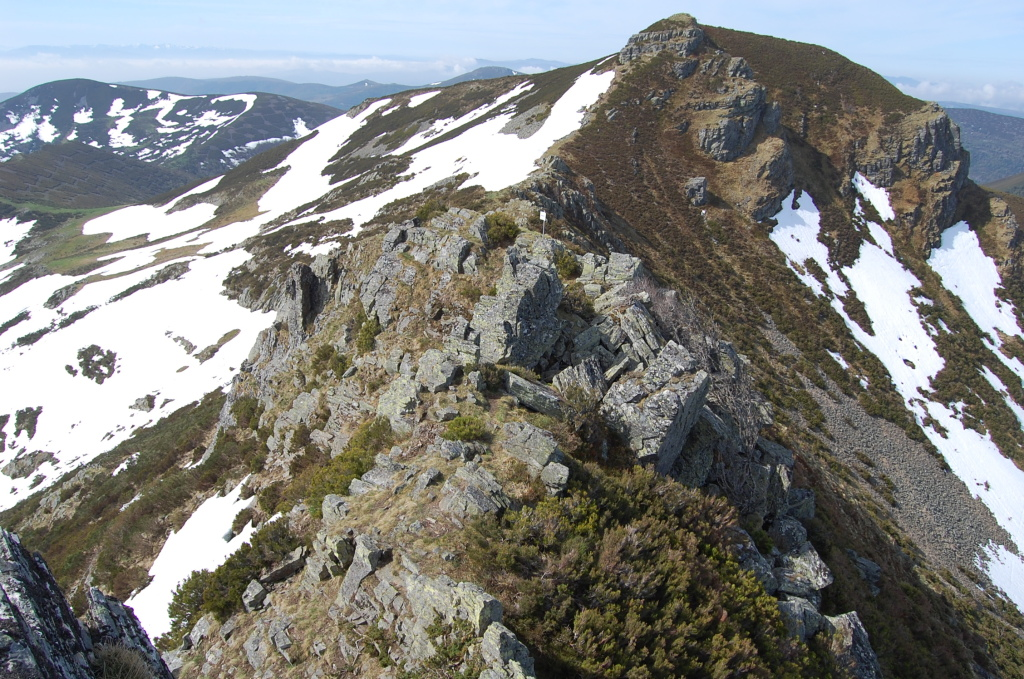
O coruto dos “Três Bispos”, na província de Lugo, no extremo mais ocidental das antigas montanhas Vindius.

Na Galiza, aproximadamente a metade dos topónimos não latinos transmitidos desde a antiguidade nas obras dos autores e geógrafos clássicos (Pompónio Mela, Plínio, o Velho, Ptolemeu, etc.), ou nas inscrições epigráficas romanas, resultaram ser de origem celta, sendo a outra metade maioritariamente indo-europeia, e em qualquer caso é incontestavelmente não celta ou carece de uma etimologia celta sólida.
Abaixo encontra-se uma lista de topónimos cuja origem é celta. A característica mais elementar é -bri(s), do protocelta *brigs, com a sua derivação *brigā, ambas as duas com o significado de “outeiro” e portanto “castro” e “povoado”. Os assentamentos da Galiza conhecidos durante a Idade do Ferro eram os castros e povoados fortificados, situados em outeiros e penínsulas. Muitos deles foram abandonados logo após a conquista romana.
- Aediobri:[6] De uma inscrição voltada ao deus BANDVE AEDIOBRICO. De *aydu- “fogo” ou *(p)ētu- “prado, terra, território”,[7] e *brixs “castro”. Cf. Irlandês brí “outeiro”, e o povoado dos éduos na Gália.
- Asseconia ou Assegonion:[8] Um povoado. Talvez de *Ad-sego- “Muito forte”.
- Aviliobris:[9] Castellum (castelo, castro) no noroeste da Galiza. De *Awelyobrixs “outeiro ventoso”. Cf. Bretão awel “vento”.
- Adrobricam urbem:[10] Cidade dos ártabros. De *brig- “castro”.
- Albiones (albiões):[11] Um povo que habitava os rios Navia e Eo. De *albiyo- “mundo (superior)” ou “país”.[12] Pode ter relação com o antigo nome da ilha da Grã-Bretanha, que era Albion.
- Arrotrebae (ártabros):[11] Povo costeiro do noroeste da Galiza. De *trebā “assentamento”, e *aryo-, tanto “homem livre”,[13] como uma derivação de *(p)are- “em frente de”.[14]
- Aunios:[15][16] Uma ilha no oceano Atlântico, a atual ilha de Ons. Do celta *auni-, de significado e etimologia desconhecidas.[17] Idácio de Chaves menciona um povo local denominado Aunonenses, que enfrentou os recém-chegados suevos no século V.
- Berisamo:[18] O castro dos cilenos. Provavelmente do superlativo *Bergisamo- “O mais alto”.[19]
- Beriso:[18] O castro dos cibarcos, provavelmente do comparativo *Bergiso- Meirande”.[19]
- Bonisana:[20] Um povoado. De *bonu- “alicerce, base”. Cf. Língua irlandesa antiga bun “alicerce, base, esteiro”.
- Brevis:[18] Um povoado. De *brīwā “ponte”.
- Brigantia:[18] Cidade antiga, provavelmente a atual Corunha (Faro Bregancio em 971). De *brigant- “relevante, poderoso”.[21]
- Callaecia (Galécia)[15] “A terra dos galaicos”, de *kallā- “madeira”,[22] com o sufixo complexo local -āik-. Tornou-se mais tarde a Gallicia, atualmente conhecida como Galiza, Galícia ou Galicia.
- Calubriga:[23] Um castro. De *brigā “castro” e um primeiro elemento de significado incerto.
- Cambetum:[24] Um povoado. De *kambo- “torcer, retorcer”.
- Canibri:[23] Um povoado. De *kani- “bo, lindo” e *brigs “castro”. Cf. Língua irlandesa antiga cain “bo, lindo”.
- Celtici (célticos): Tanto um nome descritivo empregado por geógrafos clássicos a um facto dos povos que habitavam o ocidente da Galiza, como um endónimo celta baseado no *kelt-, numa série de nomes hispânico-celtas: CELTIATUS, CELTIATIS, ARCELTI, CONCELTI, CELTIUS.[25]
- Cistonia:[26] Um povoado. De *kistā- “canastra entretecida”,[27] e eventualmente “carro”.[28]
- Coelerni (celernos):[29] Povo que habitava o sul da Galiza. De *koyl- “delgado“. Cf. Língua irlandesa antiga cóil “exíguo, fraco”.
- Coeliobriga:[26] Um ópido perto de Celanova, que provavelmente era a capital dos celernos. De *koyl- e *brigā.
- Copori (coporos): Povo que habitava a Galiza central, desde a confluência dos rios Sar e Ulla a oeste, até Lugo a leste. O seu nome é provavelmente não celta, mas nota-se o picto *copor- “confluência”,[30] talvez de *kom-bero- “confluência” (ou “juntar”).[31]
- Ebora:[32] Porto na foz do rio Tambre. De *eburo- “teixo”.
- Ebronanto (Valério do Bierzo, Ordo Cerimonialis, c. 650). Um estado perto da atual Rubiá. De *Eburo-nantu “Vale do teixo”.
- Equaesi (equesos):[33] Um povo que habitava o sul da Galiza. De *ekʷo- “cavalo”.[34] Cf. Língua irlandesa antiga ech “cavalo”.
- Ercoriobri:[35] Um castro dos albiones. É uma composição do primeiro elemento *(p)are-koro- “golpe” (cf. Língua bretã ercor “golpe”),[36] ou *Ēri-corio- “exército/tribo do oeste”,[37] e *brixs “castro”.
- Gigurri (gigurros):[14] Povo que habitava a atual Valdeorras. De *Gigur-yo, talvez “os gansos”. Cf. Língua irlandesa antiga gigrann “ganso”. Sugere E. Bascuas,[38] embora sem muita convicção e entre outras possibilidades, que é uma forma de *gigur “ganso”, relacionada com uma forma protocelta *giguranos[39] “ganso selvagem” (irlandês antigo Gigren, Giugrann “ganso” e galês Gwyrain “pato selvagem”) com quem este povo seria simplesmente “os gansos”.
- Glandomirum:[40] De *glendos- “vale, beira”.
- Iria: Atualmente Padrón. De *(p)īweryā- “terra fértil”.[41][42]
- Laniobriga:[43] Provável nome anterior do castro de San Cibrao de Las, San Amaro, embora ainda seja debatida sobre a leitura da inscrição que contém o topónimo.[44] De *(p)lānyobrigā “castro do chão”.[45]
- Laniobre:[43] Bispado durante o século VII. De *(p)lānyobrixs.
- Lemavi (lêmavos):[46] Povo que habitava o vale de Lemos. De *Lēmawoi “o povo dos ulmeiros”, de *lēmo- “olmo”. Outros autores relacionam esta palavra à raiz indo-europeia Lim-, Lem-, Lym-, que teria a ver com as zonas pantanosas ou lagoas.[47]
- Limia:[48][49] Atualmente rio Lima, perto das suas fontes torna-se uma grande lagoa ou zona pantanosa, atualmente seca. De *līmā- “inundação”.[50] Cf. Galês llif idem.
- Lubri:[43] Castro dos célticos. O primeiro elemento, *lū-, pode ser uma evolução de *luw- “libertar, fugir”, ou de *low- “fluir”, entre outras possibilidades. Talvez Lubri “o castro livre”.
- Medullium: Montanha onde um grande número de combatentes galaicos podem ter sido cercados pelos romanos,[51] tendo os primeiros se suicidado após a situação ficar desesperada. De *med-o- “juiz”, *med-yo- “metade” ou *medu- “hidromel”.[52] Cf. topónimos Medulli, Medullis, Medulla, na Gália.
- Minius:[48] O rio galego mais longo, atualmente o rio Minho. De *mīno- “sossegado, lene”, cf. Língua irlandesa antiga mín idem.
- Miobri:[53] Castro dos célticos. Provavelmente de *Meyobrixs “pequena fortaleza”.[54] Uma dedicatória a COSO MEOBRIGO (*Meyobri-ko), que pode referir-se também a este castelo, ou a qualquer outro com o mesmo nome.
- Morodon:[55] Um povoado ao lado do oceano. De *mor- “mar” e *dūno- “fortaleza”. Cf. o topónimo britânico Moridunum.
- Navia:[20][56] Rio que atualmente conserva o mesmo nome. De *nāwiā- “bote (jarro, conca)”.[57]
- Nemetobriga:[35] Provavelmente a capital dos tiburos, a sudeste da Galiza. De *nemeto- “santuário” e *brigā “castro”.
- Nerii:[58] Tribo céltica que habitava os arredores da atual Finisterra. De *nero- “herói”.
- Novium:[59] Um povoado considerado a atual Noia. De *nowyo- “novo”.
- Ocelum:[60] Um povoado perto de Lugo. De *ok-elo- '”promontório”.[61]
- Olca:[62] Uma fortaleza em Rodeiro, nas terras altas da dorsal galega. De *(p)olkā “terras aráveis”.[63]
- Olina:[64] Um povoado. De *olīnā- “côvado, ângulo”.
- Ontonia:[65] Um povoado. De *φonth2-on-yā “(o do) vieiro”.
- Querquerni (quaquernos): Uma tribo originária do sul galego. Do indo-europeu *perkʷos “carvalho”, com assimilação céltica.[66]
- Seurri (seurros): Uma tribo que habitava ambos os lados do curso médio do rio Minho. De *seg-ur-yo-, “os poderosos”.[67]
- Talabriga:[68] Castro dos límicos. De *talu- “frente, saliente, escudo”[69] e *brigā “castro”.
- Tamaris:[20][70] Atualmente rio Tambre. De *tamo- “escuro”.
- Trileukon:[20] Um promontório, atualmente ponta dos Aguillóns ou cabo Ortegal. De *trīs- “três” ou “muito”, e *louko- “brilhante, refulgente”.
- Verubri:[71] Nome de um castro, como deduz-se de uma dedicatória ao deus BANDUE VERUBRIGO (*Weru-bri-ko ou *U(p)ero-bri-ko). De *weru- “largo” ou *u(p)er- “superior”, e *brixs “castro”.
- Vindius: A Cordilheira Cantábrica. De *windo- “branco”, portanto “As Montanhas Brancas”.

## Britónia
Nos séculos V e VI uma colónia de bretões assentou-se no norte da Galiza, e os seus bispos reuniram numerosos concílios, primeiro no Reino Suevo, e depois pelos visigodos em Toledo, até ao século VIII. São atribuídos vários topónimos:
- A Bertonía: Um lugar da paróquia de San Martiño de Anllo, em Sober.
- Bertoña: Um lugar da paróquia da Capela, no concelho homónimo. Foi o centro da região denominada Britónia até ao século XI, abrangendo os concelhos da Capela e Moeche.
- Bretoña: Um lugar da paróquia de Curro, em Barro.
- Bretoña: Uma paróquia da vila da Pastoriça. Provável sé da diocese de Britónia, onde originou-se o bispo Mailoc, assinante nos concílios galaicos de Lugo (569) e Braga (572).

Existiu também uma vila Bretonos perto da cidade de Lugo, na Idade Média.

## Topónimos medievais e modernos
Embora os topónimos celtas possam ser encontrados em todo o território galego, a maioria dos topónimos celtas e pré-latinos são encontrados nas zonas costeiras, mais notavelmente nas rias Altas, nos arredores da Corunha e no vale do rio Ulla.

### Comarcas, montanhas e ilhas
Algumas comarcas quando são espalhadas por vários concelhos mantêm os nomes diretamente herdados das tribos e subtribos pré-romanas ou de origem pré-romana:
- Arousa (Arauza, 899): Ilha e concelho na ria de Arousa, Pontevedra. Provavelmente celta,[75] de *(p)are-auso- “bochecha”.
- Bergantiños (Bregantinos, 924): Comarca, de *brigantīno-[76] “rei”, ou de *brigantigno-,[77] ambos os dois étimos podem ter produzido o mesmo resultado. Cf. Galês médio brenhin “rei”.
- Carnota (Carnota, 915): Concelho costeiro presidido pelo monte Pindo, monte granítico sagrado. Também é o nome de um monte perto de Doroña, Vilarmaior.[78] De *karn- “rima, moreia”,[79] com sufixo hipocorístico.
- Céltigos[80] (Célticos em 569): Região da tribo local dos célticos (plural acusativo Célticos), que habitavam o extremo ocidental galaico. Com a mesma origem, implicando as migrações posteriores:

Céltigos, uma aldeia de Sarria.
Céltigos, uma paróquia de Frades.
Céltigos, uma paróquia de Ortigueira.
Vilar de Céltigos, na paróquia de Grixoa, no concelho de Santa Comba.
- Cervantes: Concelho da comarca dos Ancares. De *kerbo- “afiado, agudo”.[81]
- Larouco (Latim:Larauco): Montanha em Baltar e também um concelho e paróquia que onda o rio Sil; também há um lugar chamado Larouce, no Carvalhinho. Provavelmente de *(p)lārHw-ko-, uma derivação de “terreno/planície”.[82] Cf. Língua irlandesa antiga lár “terreno, superfície”.
- Lemos (Lemabus, 841): Comarca no sul de Lugo. É uma evolução do nome da tribo dos lemavos, que habitavam essas terras. Do celta *lēmo- “olmo”.
- Nendos[80] (Nemitos, 842): Antigo território, do celta *nemeto- “lugar sacro, santuário”,[76] e “pessoa privilegiada”.[83] Lugar onde habitavam os nemetatos.
- Tambo[84] (Tanao, 911): Pequena ilha na ria de Pontevedra, do celta *tanawos “fino”.[76] Cf. Bretão tanaw, idem.

### Rios
- Ambía[85] (Ambia, 949): Rio tributário do Arnoia. Do protocéltico *ambe- “rio”.[86]
- Chonia:[87] Tributário do rio Tambre. Do protocelta *klowni- “pradaria”.
- Deva (Deva, 961):[88] Há dois chamados Deva, os dois tributários do Minho: o primeiro rio Deva corre pelos concelhos de Arbo e Canhiça, o segundo rio Deva corre por Pontedeva. Do celta *dēwā “deusa”.[89] Cf. Os rios Deva na Cantábria e o rio Dee, na Bretanha, antigo Dēva.[90]
- Dubra[85] (Dubria, 1110), afluente do rio Tambre. Do protocelta *dubrā- “escuro”,[76] que em várias línguas celtas desenvolveu-se semanticamente no substantivo “água”. O concelho de Val do Dubra recebeu o seu nome deste rio.
- Landro:.[91] Rio que flui pelo concelho de Viveiro. De *(p)lān- “rio da planície”,[92] ou *land- “campo aberto (vale)”.
- Lima (Limia):[48] Do celta *līmā- “inundação”,[50] que provavelmente pode significar “rio da terra alagada”.
- Mandeo (Mandeum, 803):[93] Provavelmente de *mandus “pónei”.[86]
- Mendo (Minuete, 964):[94] Rio que flui por Betanzos até ao mar, quanto mais longo for Mandeo. De *menwo- “pequeno, minúsculo”. Cf. Irlandés menb idem.
- Rio Minho (Miño):[48] O maior rio da Galiza, de *mīno- “sossegado, lene”. Cf. Irlandês antigo mín idem.
- Nanton:[95] Rio tributário do Tambre, do protocelta *nanto- “regueiro, vale”. Outro distinto, o rio das Gándaras também levou o mesmo nome no passado (Nantoni, 955).[96]
- Navia:[20] Rio que serve de fronteira entre a Galiza e as Astúrias.[97] De *nāwiā- “bote (jarra, conca)”.[57] Cf. Espanhol nava “vale entre montanhas”. Outro rio, tributário do Sil nascido nas montanhas da serra da Queixa, na província de Ourense, também se chama Navea.
- Samo:[98] Tributário do Tambre. Do celta *sāmo- “calmo, quieto”.[76] Cf. Irlandês médio sám “idem”.
- Tambre:[99] Antigo Tamaris. De *tamo- “escuro”. Cf. Os rios britânicos Tamar (antigo Tamarus), rio Tamisa (Thames) e Tamius. Outros dois rios galegos levam o nome intimamente ligados (os dois de *Tam-ikā): Tâmega (Tamice, 982),[100] tributário do Douro; e o Támoga (Tamega, 934),[100] tributário do Minho.

### Paróquias e vilas
A maioria das 3 794 paróquias da Galiza são a continuação das "vilas" romanas e medievais, fundadas frequentemente perto, ou às vezes, sobre os velhos castros da Idade do Ferro. Muitas destas paróquias conservam os antigos nomes pré-latinos.

#### Topónimos que contêm o elemento céltico *-brig- 'outeiro'
O elemento mais frequente entre os topónimos celtas da Galiza é *brigs, que significa "outeiro, sítio alto", e por extensão "castro, fortificação no alto". Normalmente este é o segundo elemento nos topónimos compostos que terminam em -bre, -be ou -ve, estão relacionados com o gaélico irlandês brí "outeiro", com a mesma origem: protocelta *-brigs > -brixs > -bris. Uns dos poucos topónimos terminados em -bra procedem de um derivado -brigā "castro, fortificação num outeiro", que deu lugar no bretão e no galês a bre "outeiro". Alguns destes topónimos são:

##### Primeiro elemento
- Bérgoa: Localidade de Ponteareas, e Bregua, povoação de Culleredo. Procede de Bergula, do protocelta *berg- "outeiro".[104]
- Bergaña: Localidade em Valdoviño. Do protocelta *brig- "outeiro".[104]
- Bergaza, Bergazo: Várias localidades de Quiroga, Coles, O Corgo, e um monte em Xove. Do protocelta *brig- "outeiro".[104]
- Berganzos: Lugar de Xove. Do protocelta *brig- "outeiro".[104]
- Brión: Diversas localidades de Boiro, Rianxo, Malpica de Bergantiños e Outes, uma paróquia de Ferrol, e muitos outros lugares e outeiros de todo o país, incluindo um concelho. Do protocelta *brig- "outeiro".
- Briallo:[105] Lugares em Oza-Cesuras e Ponteceso. O plural Briallos é uma paróquia em Portas e um lugar em Pantón. De *brig- "outeiro", com o sufixo pré-latino -alyo-, ou o latino -aculo-.
- Alcabre: Uma paróquia de Vigo. De *Alko-bris "outeiro do cervo".

##### Último elemento
- Alcobre (Arcobre em 991): Um lugar em Vila de Cruces. De *Arcobris.[106] O primeiro elemento pode estar ligado ao indo-europeu *areq- "proteger, abranger" (latim: arx "forte, bastião").
- Alxibre: Um lugar em Riotorto, provavelmente de *Alisibris[107] "outeiro dos amieiros".
- Anzobre (Anazobre, 971 C.E.; Anezovre, 966 C.E.): Um lugar em Arteixo. De *Antyobris, com um primeiro elemento de significado pouco certo,[108] possivelmente de *anto- "limite, fronteira", ou de *anatia- "alma".[86]
- Añobre (Arnobre em 1122): Uma paróquia de Vila de Cruces. O primeiro elemento pode ser o primitivo hidrónimo *Arno (cf. rio Arno, na Itália).
- Añobres: Um lugar em Muxía. Provavelmente de *ānniyobris "outeiro anel" (Cf. irlandês antigo ainne "anel"),[76] ou de *(p)anyobrixs "castro onde o mar".[109] O mesmo significado pode ser atribuído a Ombre (Anovre em 1114), uma paróquia em Pontedeume; Ombre (Anobre em 971), um lugar no Pino; e Ombre, outros três lugares em Culleredo, Miño e Brión.
- Baiobre: Dois lugares, um em Arzúa e outro em Touro. Provavelmente de *Badyobris "outeiro amarelo".[110]
- Bañobre: Dois lugares, um em Guitiriz e outro em Miño. O primeiro elemento pode ser *wāgno- "vale, fralda, prado, pântano".[76]
- Barallobre: Dois lugares em Betanzos e Friol, e uma paróquia em Fene (Baraliobre em 1110). O primeiro elemento vem do substantivo baralha "confrontação, debate, discurso", de origem desconhecida.
- Bedrobe (Bredovre, 1385 C.E.): Uma aldeia de Tordoia. O primeiro elemento provavelmente vem de *brito- "juízo".[111][112]
- Biobra: Uma paróquia de Rubiá. De *Bedobrigā, "gávea/canal".[113]
- Boebre (Volebre, 922 C.E.): Uma paróquia em Pontedeume. O primeiro elemento provavelmente refere-se a *welH- 'governar'.[114]
- Callobre: Duas paróquias, uma em Miño (chamada Caliovre em 1114) e outra em A Estrada, para além de duas vilas, em Oza-Cesuras (Caliobre em 887) e em Ortigueira. O primeiro elemento pode vir de *kallī- "bosque"[115] ou *kalyo- "duro".[116]
- Canzobre (Caranzobre, 1399 C.E.): Uma vila de Arteixo, de *Carantyobris. Provavelmente de *karant- "amigo".[117]
- Castrove (alpe Castovre em 1025): Um outeiro próximo a Pontevedra. O primeiro elemento é difícil de identificar, mas parece provir do substantivo gaulês casticus "castelo" (cf. castrum em latim).[113]
- Cecebre (Zerzebre, 942 C.E.): Uma paróquia de Cambre. Pode derivar de *kirk- "anel",[118] ou da forma *korko- "pântano".[119]
- Cezobre: Uma aldeia de Agolada. Pode ser que originou-se de *Kaytyobris "bosque no outeiro".[120] Do mesmo jeito que Setúbal, em Portugal, vem da antiga Caetobriga.
- Cillobre: Dois lugares em Culleredo e Touro. O primeiro elemento pode ser *kēlyo- 'companheiro', e assim 'Companheiro-Outeiro (forte)'.[121]
- Ciobre: Um lugar em Narón. O primeiro elemento pode ser *kiwo- 'névoa'.[122]
- Coebre (Colobre, 935 C.E.): Um lugar em Oza-Cesuras. O primeiro elemento pode ser *kʷolu- 'roda'[123]
- Cortobe: Um lugar em Arzúa, possivelmente de um primeiro elemento *corto- 'redondo'[124]
- Fiobre: Um lugar em Bergondo. O primeiro elemento pode ser uma evolução de *widu- 'madeira'.[125] Nota-se a inscrição portuguesa NIMIDI FIDUENEARUM HIC.[126]
- Illobre: Um lugar em Betanzos e uma paróquia em Vedra. O primeiro elemento pode ser *īlyo- 'inflado'.[127] Cf. nome gaulês Iliomarus.
- Iñobre: Um lugar em Rianxo, num pequeno outeiro na baía de Arousa. Provavelmente de *(p)en-yo-bris 'Outeiro no pântano/na água'.[128][129]
- Ixobre: Um lugar em Ares. Provavelmente de *Isyo-bris.[130] O seu primeiro elemento deve ser *iso- 'rápido, potente'[131] (cf. Isère, um rio na França).
- Landrove: Uma paróquia em Viveiro, perto do rio Landro. Pelo que simplesmente pode significar 'outeiro no rio Landro'; desde o elemento celta *landā- 'terra aberta'.[132]
- Laxobre: Um lugar em Arteixo. O primeiro elemento é o mesmo que no substantivo galego laje 'laje de pedra, pedra plana', forma medieval lagena, a celta *(p)lāgenā que originou-se no irlandês antigo láigean 'ponta de lança larga', e em galês llain 'folha de cutelo, espada'.[133]
- Lentobre antigamente, atualmente Vilouchada, paróquia e lugar em Trazo, ('uilla que ab antiquis uocitabatur Lentobre et nunc uocitatur Ostulata, subtus castro Brione', 818 C.E.).[134] De *Lentrobrixs 'Castro na pendente', de *lentrā 'pendente, costa', cf. galês llethr idem.
- Lestrobe: Dois lugares em Dodro, e Trazo. De *Lestrobris, onde o primeiro elemento é o protocelta *lestro- 'recipiente, contentor; favo'.[135] Pelo que pode ser que *Lestrobris = 'Castro no vale / depressão'.
- Maiobre: Um lugar em Ares, de *Magyobris 'Grande castro'.[136]
- Montrove, vila em Oleiros. Provavelmente um híbrido latino (mons, montis) e celta que significaria, literalmente, 'outeiro-outeiro'.[134]
- O Grove (Ogrobre, 912 C.E.): Concelho com duas paróquias e uma cidade, numa península no oceano Atlântico. Derivado por metátese de *Okobre < *Okro-brixs 'Castro a bordo/ângulo'[134][137] Há outros três lugares com o nome Ogrobe, em Pontedeume, Mondonhedo, e Taboada.
- Obre: Uma paróquia em Noia (era Olobre em 1113)[130] e outra mais em Paderne. O primeiro elemento pode ser *olo- 'detrás, mais além'.[138]
- Pezobre: Uma paróquia em Santiso. O primeiro elemento parece ser o mesmo que originou a palavra galega peza (peça), do protocelta *kwezdi- através do gaulês *pettia-.[34]
- Rañobre: Um lugar em Arteixo. O primeiro elemento pode ter múltiplas origens, mas pode ser *(p)rasn-yo- 'partilhar, parte'.
- Sansobre: Um lugar em Vimianzo. Provavelmente de *Sent-yo-bris,[139] onde o primeiro elemento pode vir do celta *sentu- 'caminho', ou *sentiyo- 'vizinho',[140] ou também de *santo- 'separado'.[141]
- Sillobre (Siliobre, 830 C.E.): Uma paróquia em Fene. O primeiro elemento é provavelmente *sīl 'descendente, semente'.[76]
- Tallobre: Um lugar em Negueira de Moniz. De *Talyo-bris, com origem e significado similar ao anterior.
- Tiobre (Toyobre, 1037 C.E.): Uma paróquia em Betanzos. O primeiro elemento refere-se provavelmente ao celta *togyā 'telhado, coberta', *tegos 'casa'.[76]
- Tragove, um povo da península em Cambados, na baía de Arousa. Provavelmente derivado de *Tragobris 'Castro na praia', do celta *trāg- 'praia, baixa-mar'.[76]
- Trobe (Talobre, 914 C.E.): Uma paróquia em Vedra. De *Talo-bris,[134] cf. *talu- 'frente, protuberância', *talamon- 'chão'.[76]
- Vendabre, antigo lugar (Uendabre, 887 C.E.):[139] De *windo- 'branco' e *brixs. Cf. Vindobona, nome antigo de Viena.
- Xiabre: Um outeiro em Catoira. De *Senābris 'Velho castro',[139] onde o primeiro elemento é o celta *senā- 'velho (ela)'. Cf. Seabra, Sanabria, Senabria em 929.

#### Topónimos baseados num superlativo
Outro tipo de topónimo celta frequente na Galiza são os que estão formados por um superlativo, tanto os formados com o sufixo -mmo-, como os com a composição -is-mmo-:
- Beresmo:[143] Um lugar de Avión, do celta *berg-is-amo- "o mais alto".
- Ledesma:[144] Uma paróquia de Boqueixón, que onda o rio Ulla. Do celta *(p)let-is-amā "o mais longo".
- Bama (Vama, 912):[145] Uma paróquia de Touro, de *u(p)amā "o mais baixo".[146]
- Bamio: Uma paróquia em Vilagarcía de Arousa, de *u(p)am-yo "(ligado com) o mais baixo".
- Méixamo: Um lugar de Navia de Suarna, de *māysamo- "o mais grande",[147] ou de magisamo- "o mais longo".[148]
- Sésamo:[79][149] Uma paróquia de Culleredo. De *seg-is-amo- "o mais forte".[150] A mesma origem que Sísamo, paróquia de Carballo.
- Osmo (Osamo, 928):[79][149] Paróquia de Cenlle, de *owxs-amo "o mais alto".[151]

#### Outros topónimos pré-latinos
Outros lugares e paróquias têm os nomes com origem pré-latinos, provavelmente celtas, especialmente nas zonas costeiras das províncias da Corunha e Pontevedra, e ao longo de todo o vale do Ulla. Por exemplo:
- Protocelta *abank- 'vime':[152] Abanqueiro, medieval Avankario, paróquia e lugar com uma lagoa, em Boiro.
- Protocelta *arganto- 'prata, brilhante':[153] Arganzo, um lugar em Mañón, a *Argantyo-.[154] Cf. bretão antigo argant, córnico argans 'prata'.
- Protocelta *bend- 'pico saliente':[155] Bendaña, medieval Bendania, uma paróquia em Touro. Bendoiro, medieval Bendurio, uma paróquia em Lalín.
- Protocelta *brīwā 'ponte':[156] Bribes, uma paróquia em Cambre (Brivis, 1154 C.E.), e um lugar em Vimianzo. Formalmente um locativo plural em latim que significa '(onde) o -'. Também, Dumbría, um concelho, antigamente Donovria. Há vários Brives na França.
- De *dūno- 'forte':[156] Dumbría, cidade, paróquia e concelho. Foi Donobria em 830, desde *Dūnobrīwā.
- De *duro- 'porta':[156] Salvaterra do Minho, cujo antigo nome era Lacedurium (991 C.E.).[157]
- De *īsarno- 'férrico': Isorna, uma paróquia em Rianxo.
- De *kambo- 'dobrado, trançado': Camboño (Cambonio, 1157), paróquia em Lousame.
- De *kanto- 'cem': Cantoña, uma paróquia em Paderne de Allariz e dois lugares, em Teo e O Porriño.
- De *karanto- 'amigo, amado':[158] Carantoña, duas paróquias em Miño (Carantonia, 1096) e Vimianzo. Um lugar em Lousame (Carantonio, 1157). Carantos, lugar em Coristanco.
- De *kerbo- 'incisivo, afiado':[81] Cervaña, paróquia em Silleda.
- De *lem- 'olmo': Lemaio (a *Lēmawyo-), paróquia em Laracha.
- A *mrg- 'território':[159] Cambre (Calamber em 959) concelho, paróquia e cidade. Também, uma paróquia em Malpica de Bergantiños, e um lugar em Carballo; Oímbra (Olimbria em 953), concelho, paróquia e cidade; Pambre, uma paróquia em Palas de Rei (Palambre c. 1009) e um lugar em Ramirás.
- De *nantu- 'regato, vale': Nantes,[160] paróquia em Sanxenxo; Nantón, uma paróquia em Cabana de Bergantinhos e um lugar na Baña.
- De *(p)lār- 'chão': Laraño, uma paróquia em Santiago de Compostela (Laranio, 1201), e um lugar em Vedra. Laranga (a *Laranicā 'Do chão') lugar em Porto do Son.
- De *(p)let- 'longo, amplo': Ledoño,[161] paróquia em Culleredo.
- De *salō- 'oceano':[162] Seaia (Salagia em 830), lugar em Malpica de Bergantiños, e o nome de uma antiga região costeira que compreende os atuais concelhos de Malpica de Bergantiños e Ponteceso. A forma derivada *Salawyā.
- De *trebā 'assentamento': Trevonzos (Trevoncio em 1176 ), lugar em Boiro.
- De *werno- 'amieiro': Berrimes (Vernimes, 955), um lugar em Lousame.